# Juan Fernandez (syndicalist)
Juan Fernandez Alonso (Magaz de Cepeda, 13 augustus 1931- Gent, 31 januari 2019) was een Belgisch syndicalist voor het ABVV.

## Levensloop
Hij volgde een kappersopleiding aan de Stedelijke Handelsschool te Gent. Vervolgens ging hij aan de slag als kapper in 1947. Hij werd echter ontslagen omdat hij had deelgenomen aan de stakingen tegen Leopold III. Vervolgens ging hij aan de slag als corrector bij de Vooruit. In 1953 ging hij als bediende aan de slag bij de Algemene Centrale (AC). 
In 1958 werd hij lid van het nationaal bestuur van deze vakcentrale. Vanaf 1969 was hij algemeen secretaris van de Europese Bond van Bouw en Hout (EBBH). In 1977 werd aangesteld als nationaal secretaris, vervolgens als algemeen secretaris (1982) en voorzitter (1984) van de AC. In deze hoedanigheid werd hij in 1992 opgevolgd door Michel Nollet. Daarnaast was hij van 1983 tot 1987 Voorzitter van de Europese Federatie van Bouwvakkers en Houtbewerkers (EFBWW).